# Phil Burgess
Phillip "Phil" Burgess (Frimley, 1 de julho de 1988) é um jogador de rugby sevens britânico, medalhista olímpico

## Carreira
Burgess integrou o elenco da Seleção Britânica de Rugbi de Sevens, nos Jogos Olímpicos Rio 2016, conquistando a medalha de prata.